# Samar Badawi
Samar Badawi (en [árabe سمر بدوي) (Arabia Saudita, 28 de junio de 1981) es una defensora de los derechos humanos y de los derechos de la mujer de Arabia Saudita. Se hizo famosa por un conflicto judicial con su padre, que la denunció por desobediencia por violar el sistema de tutela masculina de Arabia Saudita, que le impedía casarse sin su permiso. Badawi fue encarcelada acusada de desobediencia entre el 4 de abril y el 25 de octubre de 2010, cuando una campaña internacional consiguió que su tutela se trasladara a su tío. La ONG saudita Human Rights First Society calificó el encarcelamiento de Badawi como «una detención ilegal indebida».
Posteriormente Badawi ha destacado en defensa de los derechos de la mujer en Arabia Saudita, el derecho a participar en la vida pública y el derecho a conducir vehículos. En 2012 recibió el Premio Internacional a las Mujeres de Coraje otorgado por el Departamento de Estado de los Estados Unidos en reconocimiento a su activismo en favor de los derechos de la mujer.
Es hermana del también activista Raif Badawi, condenado a prisión y a recibir 1000 latigazos acusado de apostasía.